# Capitulaciones de 1534
Consumada la conquista de Perú, el rey Carlos I concluyó que era imprescindible actualizar la Capitulación de Toledo (26 de julio de 1529), de manera de administrar los territorios ubicados entre el límite sur de la gobernación de Nueva Castilla y el estrecho de Magallanes.

Subdivisiones españolas de América del Sur en 1539.

El 21 de mayo de 1534 el monarca español creó tres capitulaciones para formalizar las responsabilidades de la conquista del sur del continente sudamericano:
- Gobernación de Nueva Toledo, concedida a Diego de Almagro, comprendía doscientas leguas que abarcaban desde el paralelo 14°, límite sur de la gobernación de Nueva Castilla (establecida en la capitulación de Toledo), hasta el paralelo 25º31’31’’ de latitud sur, en las proximidades de lo que hoy es la ciudad chilena de Taltal.[2]
- Gobernación de Nueva Andalucía, concedida a Pedro de Mendoza, se extendía del océano Atlántico al océano Pacífico —en esas latitudes, el Tratado de Tordesillas (7 de junio de 1494) fijaba la frontera con Portugal en pleno océano Atlántico— y comprendía doscientas leguas que abarcaban desde el límite sur de Nueva Toledo hasta el paralelo 36º57’09’’ de latitud sur, en Arauco.[3][4][5][6]
- Gobernación de Nueva León, concedida a Simón de Alcazaba, también se extendía de océano a océano y comprendía doscientas leguas desde el límite sur de Nueva Andalucía hasta el paralelo 48º22’52’’ de latitud sur, en la chilena isla Campana. Poco después de creada, fue cedida a Francisco de Camargo el 8 de diciembre de 1536[7] y extendida hasta el estrecho de Magallanes por ambos océanos.

El 24 de enero de 1539 el monarca español creó una cuarta capitulación:
- Gobernación de la Terra Australis, concedida a Pedro Sancho de la Hoz, abarcaba los territorios al sur del estrecho de Magallanes.

## Evolución territorial

1529-1534
1534-1536
1536-1539
1539